# Гросс, Билл
Уильям Хант «Билл» Гросс (англ. William Hunt "Bill" Gross; род. 13 апреля 1944, Мидлтаун, Огайо, США) — американский финансист.

## Биография
Родился в семье продажника AK Steel Holding и домохозяйки. В 1954 году в связи с переводом отца по работе семья переехала в Сан-Франциско.
В 1962 году Гросс получил стипендию от Университета Дьюка, который окончил в 1966 году бакалавром психологии. В университете состоял членом Phi Kappa Psi.
Свой первоначальный капитал сколотил на игре в блек-джек в Лас-Вегасе. Три года отслужил в ВМФ США.
Затем в 1971 году получил степень MBA в управленческой бизнес-школе Калифорнийского университета в Лос-Анджелесе.
С 1971 года аналитик Pacific Mutual Life Insurance Co. Тогда же на протяжении ближайших нескольких лет получил Chartered Financial Analyst.
Сооснователь и до 27 сентября 2014 один из руководителей Pimco, образованной в 1971 году. Специализировался на рынке облигаций. В 1987 г. Гросс в рамках Pimco основал фонд Total Return Fund, который к 1997 г. стал крупнейшим ПИФом облигаций в мире.
Миллиардер, в рейтинге журнала Forbes в 2015 году его состояние оценивается в $2,3 млрд.
Известен в том числе благодаря увлечению филателией. По данным на 2006 год, Билл Гросс — единственный в мире обладатель полной коллекции почтовых марок США XIX века.